# Parentia dispar
Parentia dispar är en tvåvingeart som först beskrevs av Macquart 1850.  Parentia dispar ingår i släktet Parentia och familjen styltflugor. Inga underarter finns listade i Catalogue of Life.